# Criss Cross Jazz
Criss Cross Jazz ist ein niederländisches Jazz-Label, das 1981 von Gerry Teekens in Enschede gegründet wurde. Das Label veröffentlicht hauptsächlich Aufnahmen amerikanischer Jazz-Musiker.
Das Label brachte zunächst Platten von gestandenen Jazz-Musikern wie Jimmy Raney, Warne Marsh, Kirk Lightsey heraus. Mitte der 1980er Jahre verlagerte Gerry Teekens seine Aktivität in die Vereinigten Staaten, wo er bis in die 1990er Jahre hinein mit Rudy Van Gelder zusammenarbeitete. Es entstanden Aufnahmen von Kenny Barron, Benny Green, Ted Brown, sowie Brian Lynch, Ralph Moore, Mike LeDonne.
Im Laufe der 1990er Jahre entwickelt sich das Label zu einem Sammelbecken und Chronisten einer jungen amerikanischen Jazzszene. Das Label veröffentlichte Platten von David Kikoski, John Swana, Walt Weiskopf, Jim Rotondi, Steve Davis, David Hazeltine, Conrad Herwig, Alex Sipiagin, Jonathan Kreisberg, Wycliffe Gordon. Weiterhin erschienen dort Alben von Christian McBride, Grant Stewart, Joe Magnarelli, Scott Colley, Ryan Kisor und Keyon Harrold. Viele Künstler spielten überdies als Studiomusiker: Kenny Washington, Peter Washington, Billy Drummond, Eric Alexander, Chris Potter, Peter Bernstein, Bill Stewart, Tim Warfield und Joe Farnsworth.

Das Gros der Aufnahmetätigkeiten betreute der Tonmeister Max Bolleman.
Gerry Teekens starb am 31. Oktober 2019 in seiner Heimatstadt Enschede im Alter von 83 Jahren.